# Política de Uruguay
La organización política de la República Oriental del Uruguay está regulada por la Constitución vigente. El Estado adopta una forma de gobierno democrática republicana; para la publicación de The Economist, en su Índice de Democracia de 2022, Uruguay es el país más democrático de América, ubicado entre los primeros 11 países a nivel mundial. Según el estudio anual de «libertad en el mundo 2023» publicado por la Freedom House, Uruguay fue clasificado como «país libre».

## Historia
Hasta, y luego de 1931 a 1952, el sistema político uruguayo, basado en la Constitución de 1830, fue presidencial con un fuerte poder ejecutivo, similar al de Estados Unidos (pero centralizado y no federal). También se caracterizó por la rivalidad entre los dos partidos tradicionales, el Partido Colorado, liberal, y el Partido Blanco (o Partido Nacional), conservador. Históricamente, los blancos representaban los intereses de la propiedad rural, de la Iglesia y de la jerarquía militar, mientras que los colorados estaban apoyados por los bienes muebles urbanos, los intelectuales reformistas y los miembros de las profesiones liberales.
En el siglo XIX, el país tenía características similares a las de otros países latinoamericanos: caudillismo, guerras civiles e inestabilidad permanente (40 revueltas entre 1830 y 1903), control del capitalismo extranjero sobre sectores importantes de la economía, alto porcentaje de analfabetos (más de la mitad de la población en 1900), oligarquía agraria, etc. Sin embargo, Montevideo se convirtió en un refugio para los exiliados argentinos que huían de la dictadura de Juan Manuel de Rosas y mantuvo la reputación de ser un lugar de acogida de ideas de protesta política y social "avanzadas". En 1842, el periódico Le Messager dedicó un número especial a la memoria de Charles Fourier. Durante la guerra grande (1839-1852), las camisas rojas de Garibaldi lucharon en Montevideo incluso contra las fuerzas atacantes de Rosas. En 1875, trabajadores fundaron una Internacional.
A principios del siglo XX, Uruguay se convirtió en el Estado más avanzado política y socialmente del continente. El liberal José Batlle y Ordóñez (en el poder entre 1903 y 1907, y 1911 y 1915) fue el principal artífice de esta transformación; se afirmó la libertad de expresión y de prensa, así como la del sufragio. Se adopta un sistema de representación proporcional para permitir la representación de las minorías. Aplica una política de lucha contra la corrupción administrativa e instituye el laicismo y el derecho de voto de las mujeres.

## Características del Estado Uruguayo
1. Soberano. Vemos esto explicado en el artículo 12 de la constitución 'El artículo 4° de la constitución uruguaya establece: La soberanía en toda su plenitud existe radicalmente en la Nación, a la que le compite el derecho exclusivo de establecer sus leyes...
2. Unitario. El Estado adopta un sistema unitario de gobierno.
3. Laico. El artículo 5 de la Constitución establece: Todos los cultos religiosos son libres en el Uruguay. El Estado no sostiene religión alguna.
4. Pacifista. El artículo 6º de la Constitución establece: En los tratados internacionales que celebre la República propondrá la cláusula de que todas las diferencias que surjan entre las partes contratantes, serán decididas por el arbitraje u otros medios pacíficos.
5. Integracionista. El artículo 6 de la Constitución establece: La República procurará la integración social y económica de los Estados Latinoamericanos, especialmente en lo que se refiere a la defensa común de sus productos y materias primas. Asimismo, propenderá a la efectiva complementación de sus servicios públicos.
6. Humanista y pluralista. La sección II de la Constitución -Derechos, Deberes y Garantías- establece la igualdad ante la ley y los derechos a la vida, honor, libertad, seguridad, trabajo y propiedad entre otros.
7. De Derecho. Gobernantes y gobernados, mayoría y minoría, deben someterse a la Constitución y a la ley. No hay lugar para la arbitrariedad.
8. Liberal. Pertenece a la doctrina política que postula la libertad individual y social en lo político y la iniciativa privada en lo económico y cultural limitando en estos terrenos la intervención del Estado y de los poderes políticos.

## Estructura del Estado Uruguayo
La república tiene un sistema presidencialista y su gobierno se divide en tres poderes independientes:
| Entidad           | Función predominante | Descripción |
| ----------------- | -------------------- | --- |
| Poder Ejecutivo   | Administrativa       | Integrado por el presidente de la República y los Ministros, que actúan en Consejo de Ministros o en Acuerdo del Presidente con uno o con varios ministros. Presidencia de la República y cada Ministerio tiene cada uno dentro de sí distintas reparticiones administrativas.    |
| Poder Legislativo | Legislativa          | Organizado bicameralmente por las Cámaras de Senadores y la de Representantes, además integrado por la Asamblea General como el máximo órgano de este poder que comprende a ambas cámaras, y la Comisión Permanente que funciona cuando la Asamblea General está en receso.       |
| Poder Judicial    | Jurisdiccional       | Integrado por la Suprema Corte de Justicia como el organismo de máxima jerarquía, los Tribunales de Apelaciones, los Juzgados Letrados y los Juzgados de Paz. También lo integran los Juzgados de Conciliación, Centros de Mediación, Defensoría de Oficio, entre otras oficinas. |

Además de los tres poderes citados, existen en la jerarquía superior del Estado tres organismos independientes de control:
| Entidad                                   | Función                        | Descripción                                                   |
| ----------------------------------------- | ------------------------------ | ------------------------------------------------------------- |
| Corte Electoral                           | Electoral                      | Organización y fiscalización de actos electorales.            |
| Tribunal de lo Contencioso Administrativo | Jurisdiccional                 | Control de legalidad de los actos administrativos del Estado. |
| Tribunal de Cuentas de la República       | Entidad fiscalizadora superior | Control del uso de recursos financieros del Estado.           |

El Estado uruguayo además comprende entidades subnacionales, denominadas «departamentos», cada una de ellas con un ejecutivo llamado Intendente y legislativo departamental llamado Junta Departamental. Existen asimismo entidades subnacionales de segundo nivel dentro de cada uno de los departamentos del país, en su mayoría creadas a partir de 2010, denominadas «municipios» y gestionados por un órgano colectivo integrado por un alcalde y cuatro concejales.

### Poder ejecutivo

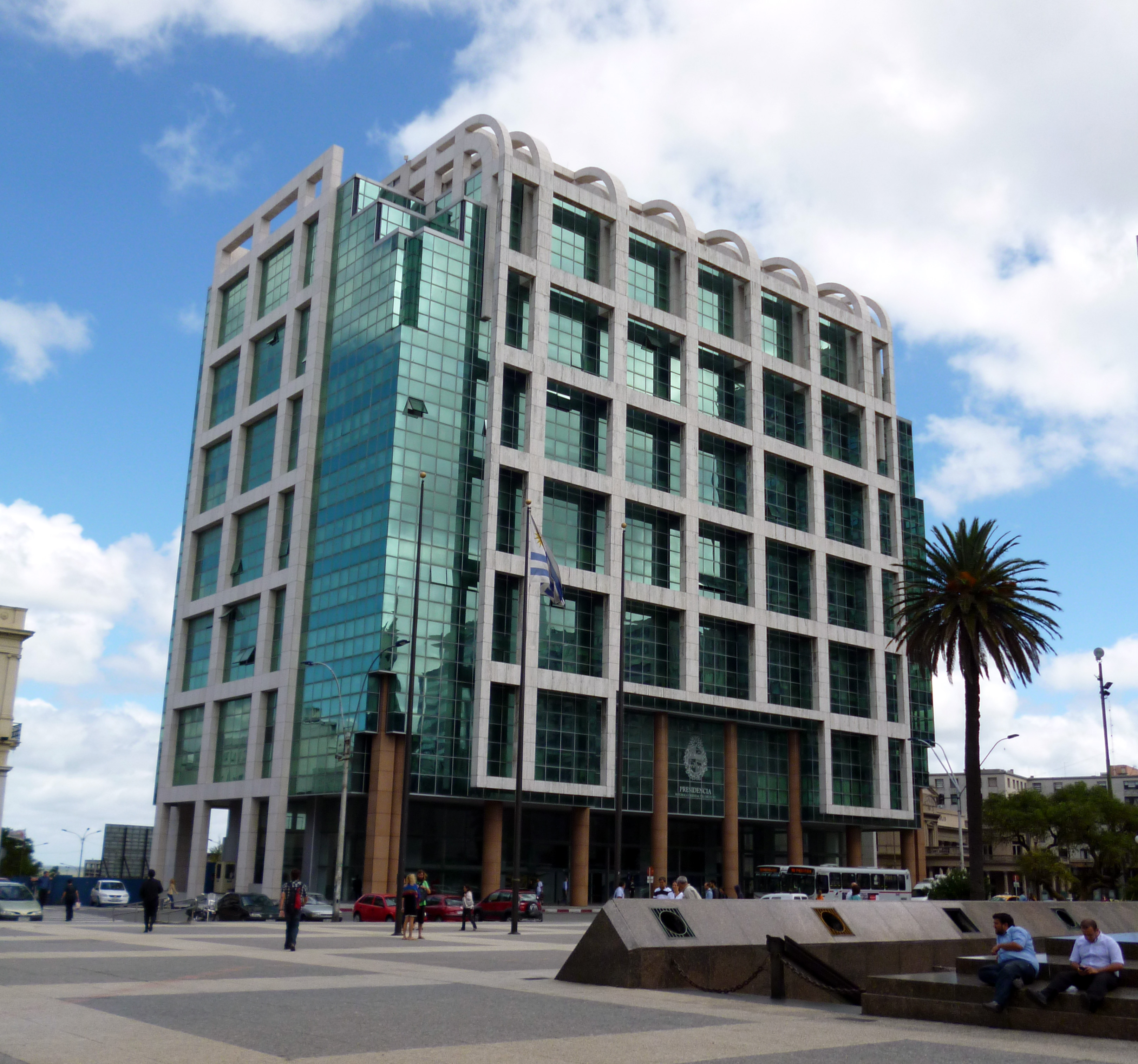
Fachada de la Torre Ejecutiva, sede del poder ejecutivo, Montevideo.

El Poder ejecutivo es ejercido por el Presidente de la República, que actúa conjuntamente con el Consejo de Ministros. El presidente es simultáneamente jefe de Estado y jefe de Gobierno, y es electo junto con el Vicepresidente mediante elección popular directa, mientras que éstos designan a su vez al consejo de ministros. Los Ministros son nombrados y destituidos por el presidente. Asimismo, los Ministros son nombrados "entre ciudadanos que, por contar con apoyo parlamentario, aseguren su permanencia en el cargo" (Constitución, Art. 174), por tanto la Asamblea General puede destituir a los Ministros por mayoría absoluta de votos.
El presidente tiene un mandato de 5 años sin reelección inmediata hasta después de igual período desde el cese de su cargo. El presidente y el vicepresidente se eligen en una misma candidatura presentada por el respectivo partido. En caso de que ninguna candidatura obtenga la mayoría absoluta de los votos, se procede a una segunda vuelta entre las dos primeras mayorías. En dicha votación resulta ganadora la candidatura que obtenga la mayoría simple de los votos.
El Consejo de Ministros consta de catorce ministerios. También depende de la Presidencia de la República, la Oficina de Planeamiento y Presupuesto (OPP) que tiene rango ministerial y cuyo Director y Subdirector son elegidos por el presidente de la República.
Cada uno de los 19 departamentos de Uruguay es encabezado por un Intendente, elegido directamente por la ciudadanía.
Desde 2010 existe un tercer nivel de gobierno, los Municipios. El órgano de gobierno consiste de cinco concejales, uno de los cuales se nombra Alcalde.

### Poder legislativo

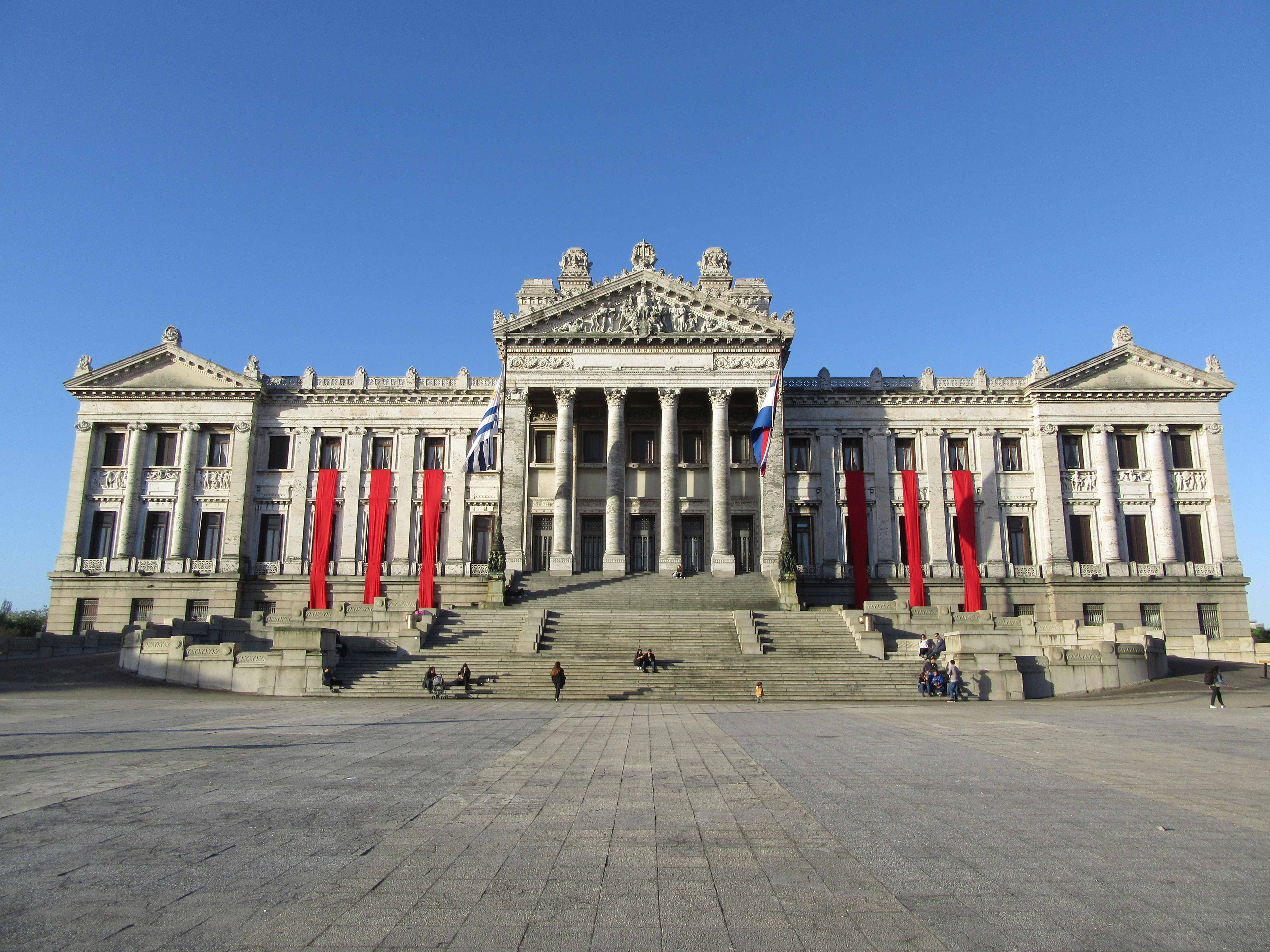
Fachada del Palacio Legislativo, sede del poder legislativo, Montevideo.

El poder legislativo reside en la Asamblea General, la cual consta de una Cámara de Senadores de treinta miembros y de una Cámara de Representantes de 99 miembros. Las elecciones para el parlamento se celebran en listas cerradas simultáneamente con la elección presidencial (no se aplica el voto por cada candidato a diputado o senador sino por una lista presentada por cada partido político). Los diputados se eligen por departamento mientras que los senadores se eligen a escala nacional, ambos para mandatos de cinco años.
Cada uno de los diecinueve Departamentos de Uruguay, cuenta con legislativo municipal denominado Junta Departamental, los legisladores de dicho cuerpo son llamados ediles.

### Poder judicial
El poder Judicial es encabezado por la Suprema Corte de Justicia, cuyos miembros son nombrados por la Asamblea General mediante una mayoría de dos tercios y cuyos mandatos duran diez años. La Suprema Corte de Justicia ejerce la superintendencia administrativa de todo el Poder Judicial, es la última instancia de apelación y es también la encargada de juzgar la constitucionalidad de las leyes. El poder judicial está compuesto asimismo por Tribunales de Apelaciones, Juzgados Letrados y Juzgados de Paz.

## Derechos Humanos
- Libertad de expresión: Uruguay es el país de América Latina con mayor libertad de expresión (radial, televisiva, escrita, Internet) aunque ha habido denuncias de presiones. Uruguay es el país que publica más libros en relación con su población de toda Sudamérica.
- Libertad religiosa: la laicidad está protegida por el artículo 5.º de la constitución, Uruguay es un país muy tolerante con todas sus confesiones religiosas. La mayoritaria es la católica, con muchos no practicantes, la segunda es la umbanda, que ha tenido un importante crecimiento llegando al 3% según diversos estudios y encuestas, luego le siguen los judíos con 2%, también hay muchas confesiones con más de 20 000 adeptos: pentecostales (Pare de Sufrir y Dios es Amor), testigos de Jehová, mormones, espiritistas, evangelistas y protestantes; es significativa la presencia de anglicanos, luteranos, adventistas, metodistas, valdenses y menonitas, además de minorías ortodoxas. Existe en Rocha una comunidad islámica con 600 adeptos. También hay minorías budistas y hare krishna.
- Aborto: El aborto se trató unas diez veces desde el retorno a la democracia, en 2004 la votación se frustró en el Senado, en 2007 fue aprobado pero el veto presidencial lo frenó. En el 2012 el aborto fue aprobado nuevamente en el Parlamento y promulgada por el presidente José Mujica.
- Eutanasia: La posibilidad de legalizar la eutanasia dependerá de un acuerdo en el Frente Amplio, lo cual es muy probable.
- Despenalización de la marihuana: El 10 de diciembre de 2013 se aprobó una ley que regula el mercado de esta planta, la producción (que será controlada por el Estado), la comercialización, tenencia y usos recreativos y medicinales de la marihuana, así como también las utilizaciones con fines industriales, convirtiéndose de esta forma en el primer país del mundo en legalizar la venta y el cultivo de marihuana plenamente.
- Derechos de Animales: Actualmente existe un vacío legal en el tema, se está tratando un proyecto de ley que prohíbe las torturas y malos tratos a las mascotas.
- Salud: El decreto del poder ejecutivo que prohíbe fumar en espacios públicos fue un gran avance que puso a Uruguay a la par del primer mundo en materia de salud.
- Educación sexual: Se tratará en todos los niveles de enseñanza, desde primaria hasta bachillerato, será laica y abarcará diversidad sexual, anticoncepción y sexualidad humana más allá de la reproducción, tiene fuerte oposición del cristianismo, a pesar de que los institutos educativos pertenecientes a la Iglesia Católica incluyen esta educación, incluyendo la anticonceptiva, desde la década de los 90.

Actualmente en la mayor parte del país la educación sexual se enseña en la materia de biología en tercer año de liceo (noveno grado). Se habla sobre el género, orientación sexual, feminismo, sexualidad, sexo, anticonceptivos, embarazo, cambios de la adolescencia, entre otros.

## Partidos políticos
Uruguay tiene un sistema de partidos políticos consolidado, muy estable, con fluctuación electoral relativamente baja. Luego de las elecciones presidenciales de Uruguay de 2019, solo cuatro partidos cuentan con representación parlamentaria en la Cámara de Senadores: Frente Amplio, Partido Nacional, Partido Colorado y Cabildo Abierto. Con respecto a la Cámara de Diputados, la representación es mayor, con siete partidos: Frente Amplio, Partido Nacional, Partido Colorado, Cabildo Abierto, Partido de la Gente, Partido Ecologista Radical Intransigente y Partido Independiente.
En las elecciones presidenciales de octubre de 2019, además de estos siete partidos, participaron también el Partido Verde Animalista,  la Unidad Popular, Partido Digital y el Partido de los Trabajadores. Estos cuatro partidos no obtuvieron representación en el Parlamento. Por otra parte, en las elecciones departamentales y municipales en Montevideo de mayo de 2015, participó el Partido de la Concertación, mientras que desde 2016 se registró un nuevo partido: el Partido de la Gente. En 2019 surge un nuevo actor, Cabildo Abierto, marcando una nueva tendencia hacia el tetrapartidismo.

### Partidos políticos con representación en cargos
|  | Partido político              | Posición                                       | Ideología | Fundación       | Diputados | Senadores | Intendencias | Alcaldes | Elección 2014 | Triunfos electorales |
|  | ----------------------------- | ---------------------------------------------- | --- | --------------- | --------- | --------- | ------------ | -------- | ------------- | -------------------- |
|  | Frente Amplio                 | Centro Izquierda, Izquierda, Extrema Izquierda | Socialismo democrático, Socialdemocracia, Progresismo, Izquierda Democrática, Izquierda Moderada, Marxismo, Comunismo, | 1971 (54 años)  | 42/99     | 13/30     | 6/19         | 37/112   | Sí            | 3                    |
|  | Partido Nacional              | Centro Derecha, Derecha                        | Liberalismo, Nacionalismo, Conservadurismo                                                                             | 1836 (188 años) | 30/99     | 10/30     | 12/19        | 68/112   | Sí            | 6                    |
|  | Partido Colorado              | Centro Izquierda, Centro, Centro Derecha       | Republicanismo, Liberalismo, Socialdemocracia, Progresismo, Socioliberalismo                                           | 1836 (188 años) | 13/99     | 4/30      | 1/19         | 7/112    | Sí            | 29                   |
|  | Cabildo Abierto               | Extrema Derecha                                | Conservadurismo social                                                                                                 | 2019            | 11/99     | 3/30      | 0/19         | 0/112    | No            | 0                    |
|  | Partido Independiente         | Centro                                         | Socialdemocracia, Socialismo Cristiano                                                                                 | 2002 (23 años)  | 1/99      | 0/30      | 0/19         | 0/112    | Sí            | 0                    |
|  | Partido de la Gente *         | Derecha                                        | Liberalismo económico, Populismo de derecha, Conservadurismo social                                                    | 2016 (8 años)   | 1/99      | 0/30      | 0/19         | 0/112    | No            | 0                    |
|  | Unidad Popular                | Extrema Izquierda                              | Comunismo, Socialismo, marxismo.                                                                                       | 2013 (12 años)  | 1/99      | 0/30      | 0/19         | 0/112    | Sí            | 0                    |
|  | Partido de la Concertación ** | Centro Derecha, Derecha                        | Ideología del Partido Nacional y Partido Colorado                                                                      | 2013 (12 años)  | 0/99      | 0/30      | 0/19         | 2/112    | Sí            | 0                    |

(*) No participaron de las últimas elecciones.
(*) No participaron de las últimas elecciones.
(**) Participó de las últimas elecciones internas, pero no de las elecciones presidenciales.